# Jaberg
Jaberg is een gemeente en plaats in het Zwitserse kanton Bern, en maakt deel uit van het district Bern-Mittelland.
Jaberg telt 255 inwoners.